# فرودگاه بردفورد
فرودگاه بردفورد (به انگلیسی: Bradford Aerodrome) یک فرودگاه همگانی با کد یاتا YFD است که یک باند فرود چمن دارد و طول باند آن ۶۱۰ متر است. این فرودگاه در کشور کانادا قرار دارد و در ارتفاع ۲۹۷ متری از سطح دریا واقع شده‌است.